# 178
سنة 178 م (بالأرقام الرومانية: CLXXVIII) كانت سنة بسيطة تبدأ يوم الأربعاء (الرابط يظهر نموذج الجدول الزمني الكامل للسنة) من التقويم اليولياني. بدأت تسمية السنة ب178 منذ العصور الوسطى المبكرة، عندما أصبح تقويم أنو دوميني هو الأسلوب السائد في أوروبا لتسمية السنوات.

## مواليد
- بلبنوس سياسي روماني قديم

## وفيات
- أغربينوس الأول (بابا الإسكندرية)